# Campeonato Mundial de Halterofilia de 1981
El LV Campeonato Mundial de Halterofilia se celebró en Lille (Francia) entre el 13 y el 20 de septiembre de 1981 bajo la organización de la Federación Internacional de Halterofilia (IWF) y la Federación Francesa de Halterofilia.
En el evento participaron 194 halterófilos de 35 federaciones nacionales afiliadas a la IWF.

## Medallistas
| Evento  | Oro                               | Plata                                  | Bronce                              |
| ------- | --------------------------------- | -------------------------------------- | ----------------------------------- |
| 52 kg   | Kanybek Osmonaliyev URSS 247,5    | Jacek Gutowski · Polonia · 240,0       | Kazushito Manabe Japón 240,0        |
| 56 kg   | Anton Kodzhabashev Bulgaria 272,5 | Andreas Letz RDA 272,5                 | Nikolai Zajarov URSS 265,0          |
| 60 kg   | Beloslav Manolov Bulgaria 302,5   | Daniel Núñez · Cuba · 302,5            | Yurik Sarkisian URSS 295,0          |
| 67,5 kg | Joachim Kunz RDA 340,0            | Mincho Pashov Bulgaria 330,0           | Daniel Senet Francia 320,0          |
| 75 kg   | Yanko Rusev Bulgaria 360,0        | Alexandr Pervi URSS 357,5              | Julio Echenique · Cuba · 340,0      |
| 82,5 kg | Yurik Vardanian URSS 392,5        | Asen Zlatev Bulgaria 372,5             | Dušan Poliačik Checoslovaquia 367,5 |
| 90 kg   | Blagoi Blagoev Bulgaria 405,0     | Yuri Zajarevich URSS 397,5             | Lubomir Usherov Bulgaria 380,0      |
| 100 kg  | Viktor Sots URSS 407,5            | Bruno Matykiewicz Checoslovaquia 392,5 | Veselin Osikovski Bulgaria 387,5    |
| 110 kg  | Valeri Kravchuk URSS 415,0        | Viacheslav Klokov URSS 410,0           | Plamen Asparujov Bulgaria 405,0     |
| +110 kg | Anatoli Pisarenko URSS 425,0      | Senno Salzwedel RDA 417,5              | Tadeusz Rutkowski · Polonia · 415,0 |

1. 1 2 3  Arrancada (kg) + dos tiempos (kg) = total olímpico (kg).

## Medallero
| Núm. | País           | Oro | Plata | Bronce | Total |
| ---- | -------------- | --- | ----- | ------ | ----- |
| 1    | URSS           | 5   | 3     | 2      | 10    |
| 2    | Bulgaria       | 4   | 2     | 3      | 9     |
| 3    | RDA            | 1   | 2     | 0      | 3     |
| 4    | Checoslovaquia | 0   | 1     | 1      | 2     |
| 4    | Cuba           | 0   | 1     | 1      | 2     |
| 4    | Polonia        | 0   | 1     | 1      | 2     |
| 7    | Francia        | 0   | 0     | 1      | 1     |
| 7    | Japón          | 0   | 0     | 1      | 1     |
|      | TOTAL          | 10  | 10    | 10     | 30    |